# 黑龙江野豌豆
黑龙江野豌豆（学名：Vicia amurensis）为豆科野豌豆属的植物。分布在朝鲜、俄罗斯、日本、蒙古以及中国大陆的山西、内蒙古、东北等地，生长于海拔450米的地区，多生在湖滨、草地、林缘、山坡及灌丛，目前尚未由人工引种栽培。

## 别名
圆叶草藤（东北）、大巢菜（山西）

## 异名
- Vicia amurensis Oett. f. sanheensis Y. Q. Jiang et S. M. Fu